# Wireless Markup Language
Wireless Markup Language (WML), basato su XML, è un linguaggio di markup sviluppato per l'implementazione delle specifiche del protocollo WAP, ormai obsoleto. Fornisce supporto alla navigazione, input dati, link agli ipertesti, visualizzazione testo, immagini, form in maniera simile all'HTML.

## Storia del WML
Il WAP Forum ha definito lo standard WML 1.1 nel 1998 ed il WML 2.0 nel 2001. Questa versione non è stata largamente utilizzata. La versione più utilizzata al momento è la 1.3.

## WML markup
I documenti WML sono sostanzialmente dei documenti XML validati dal WML DTD. Il W3C Markup Validation service (http://validator.w3.org/) può essere utilizzato per validare i documenti WML.
Un esempio di documento WML può essere il seguente:
```
<?xml version="1.0"?>

<!DOCTYPE wml PUBLIC "-//WAPFORUM//DTD WML 1.1//EN"

   "http://www.wapforum.org/DTD/wml_1.1.xml" >

<wml>

  
<card
 
id=
"main"
 
title=
"First Card"
>

    
<p
 
mode=
"wrap"
>
This
 
is
 
a
 
sample
 
WML
 
page.
</p>

  
</card>

</wml>

```

Un documento WML è identificato come “deck”. I dati nel deck sono strutturati in una o più cards (pagine) ognuna delle quali rappresenta una singola interazione con l'utente.
I deck sono memorizzati in un classico web server per rispondere al mimetype text/vnd.wap.wml. Quando un dispositivo richiede una card, viene dato l'accesso tramite un WAP gateway posizionato il dispositivo mobile e il World Wide Web, passando le pagine una alla volta come un proxy server. I gateway inviano le pagine WML in moduli adatti alla ricezione da parte dei dispositivi mobili. Il processo è trasparente al dispositivo, in questo modo può accedere alle pagine allo stesso modo di un browser HTML, utilizzando una classica url.

## Supporto WML nei browser desktop
Opera supporta WML nativamente. I browser basati su Mozilla (Mozilla Firefox, SeaMonkey, MicroB) possono interpretare il WML tramite l'addon WMLBrowser.